# Рокитне (Бориспільський район)
Роки́тне — село в Україні, в Яготинській міській громаді Бориспільського району Київської області. Населення становить 102 осіб.

## Географія
У селі бере початок річка Іржавець.

## Історія
Хутір є на мапі 1812 року як Ракитна.
1859 - хутір Рокитний, 20 дворів, 176 жителів.
1910 року - хутір Яготинської волості Пирятинського повіту Полтавської губернії, 51 господарство, 398 мешканців разом з найманими робітниками.
На початку 1930-х років входило до складу Пирятинського району Полтавської області.
Село постраждало від колективізації та Голодомору — геноциду радянського уряду проти української нації. Колгосп створений у 1929 році. За свідченнями очевидців Голодомору в селі померло 47 осіб. Жертви Голодомору поховані на місцевому кладовищі.

## Відомі люди
Уродженцем села є Герой СРСР Бронець Іван Іванович.